# Limfjordstunnel
De Limfjordstunnel (Deens: Limfjordstunnelen) is een tunnel onder de Limfjord. Deze tunnel begint ten oosten van Aalborg en loopt tot Nørresundby. De tunnel is 582 meter lang, 27,4 meter breed en 8,5 meter hoog. Door de tunnel loopt een zesstrooks autosnelweg, de Nordjyske Motorvej. Deze weg is een deel van de E45 en verbindt Noord-Jutland met de rest van Jutland.
In 1965 begon men met de bouw van de Limfjordstunnel en op 6 mei 1969 werd de nieuwe verbinding geopend.